# 八楽溜
八楽溜（はちらくだめ）は、滋賀県東近江市大沢町にあるため池である。貯水量は9000立方メートル。大沢地区は1616年（元和2年）帰農した武士たちが開墾したが、周辺の村から農業用水の供給を受けることができなかったため、彦根藩主井伊直孝に造営を請願し、その後も藩の全て助成を受け補修が行われたことが古文書に記録されている。1980年（昭和55年）に排水施設、1994年（平成6年）には堰堤の補強が行われ、16ヘクタールの灌漑を行っている。2010年（平成22年）3月25日に農林水産省のため池百選に選定された。また「滋賀のため池50選」にも選定されている。

## 自然
弁天島が中央にあり、湖畔はサクラが植樹されておりアシ、ガマなどの植物、シラサギ、カイツブリ、マガモなどの鳥類をはじめ、多数の魚類など合計106種の生物が確認されている。
江戸時代から4年に一度伝統漁法の「総つかみ・オオギ漁」が行われてきていたが中断していた、1998年（平成10年）地元の「郷づくり活動」の一環として復活し、池の底に溜まった泥を巻き上げて流す「泥さらえ」とともに魚掴み取りが行われている。
親水公園では、「八楽夏まつり」「八楽溜水上運動会」が行われ、近在から多くの人が訪れる場所となっている。